# 张氏叔侄冤案
张氏叔侄冤案，又称2003年杭州“5·19奸杀案”，是一起已被平反的冤假错案。该案中被指控犯罪的张辉、张高平叔侄在和警方合作的牢头狱霸逼迫下写下虚假口供，并在有“女神探”之称的聂海芬所带领的杭州市公安局办案组采用“突审”方式获得的证供下被错误定罪并判处死刑和无期徒刑（后在上诉后被訴諸中庸减为死缓和有期徒刑15年）。在二人多年申诉及他们被关押的新疆石河子市当地检察官张飚的帮助下，此案与2010年代后获得了一定的媒体关注并促使浙江省高级人民法院于2012年对该案立案复查，2013年3月26日，张辉、张高平两人被宣判无罪，此时二人已被关押十年之久。
经办此案的聂海芬等人一度被调查，但没有受到处理。

## 事件经过
2003年，张辉、张高平叔侄在一次外出跑运输前往杭州，时年17岁的王某当时经人介绍搭了二人的顺风车。王下车后，遭强奸杀害并被抛尸于杭州市西湖区一水沟。当时由聂海芬为首的杭州警方办案人员在没有物证的情况下对张辉、张高平叔侄采取“突审”方式并获得了号称“无懈可击的铁证”的口供，并成功作证使张辉被判死刑，张高平被判无期徒刑。二人随即上诉，2004年10月19日，浙江省高院终审改判张辉死缓、张高平有期徒刑15年。根据后来东方早报记者鲍志恒的调查，这起案件判决时仅有口供，没有物证，也没有一名早有“协助公安机关工作”经验的“证人”袁连芳以外的其他人证。而袁连芳其人系牢头狱霸，是张氏叔侄二人被关押期间的同监犯，他后来被指控写好笔录后逼迫张氏叔侄二人抄写、背诵，稍有不从就对二人拳脚相加并加以折磨。

### 申诉
在被关押期间，张辉、张高平叔侄一直没有放弃申诉。据报道，张高平在被囚期间坚持服法但不认罪，劳动但拒绝减刑，见到狱警和检察官，从来不喊自己的囚号。由于二人在浙江监狱内天天喊冤，影响其他犯人，遂被发配至新疆石河子服刑。2006年4月13日，中国中央电视台第12频道《第一线》栏目播出“浙江神探”系列报道之“无懈可击聂海芬”，由聂本人描述了其在“5·19”奸杀案中获取张氏叔侄二人口供的经过，据称张氏叔侄二人在狱中观看了此节目。在该节目中，聂海芬承认被害人王某尸体上未发现精斑等强奸痕迹，同时死者指甲中提取到的DNA亦属于另一名男性（后被证明属于亦是聂海芬侦办的另一起杀人案的凶手勾海峰）而不属于张氏叔侄父子，且张辉、张高平二人所作之口供并不相符。但对这些疑点，聂以“即使本身强奸之后体内是留下物质的，一夜的水冲过以后，也有可能把被害人体内的这些强奸的痕迹冲掉”一类的理由搪塞。
据称张氏二人在狱中亦从电视上了解到，一名叫勾海峰的犯罪嫌疑人曾在“5·19”奸杀案前后犯下另一起强奸杀人案，且手法与“5·19”奸杀案非常相似。二人随即又多次提出申诉，并获得了时任新疆石河子市人民检察院监所检察科检察员张飚的关注。张飚翻阅此案卷宗发现了不少疑点，但其以石河子市人民检察院名义向浙江方面发的协查函一直未获得回应。2011年，张飚从石河子市检察院退休，他替张氏叔侄二人介绍了律师朱明勇，并多次鼓励张氏叔侄二人，张高平的哥哥张高发和他们的代理律师继续申诉。在此期间，聂因办案高效而数次获奖并在电视节目露面，并曾多次谈及张氏叔侄与“5·19”奸杀案“侦破”过程中的经验。
被错误关押期间，张高平的配偶提出离婚。

### 平反
2011年11月21日，东方早报发表了记者鲍志恒对此案的调查报道。这篇报道提及了该案件办理过程中张氏叔侄二人被多次同警方合作的牢头狱霸袁连芳暴力逼供，袁连芳奇怪的服刑记录，死者王某死亡时间争议，张辉、张高平二人口供不吻合，物证缺失，审讯过程违法且自相矛盾，关键证据被销毁等诸多疑点。这一报道见报第二天，杭州警方发现“5·19奸杀案”死者王某指缝中提取到的DNA样本与已于2005年因另案被处决的一名杀人犯相符。2012年2月27日，浙江省高级人民法院对该案立案复查。2013年3月26日，张辉、张高平叔侄被宣判无罪，当庭释放。二人随后获得国家赔偿221万元。

## 影視
2016年首映的中國电影《无罪》就是根據张氏叔侄冤案改編。对推动此案平反做出重大贡献的检察官张飚受邀观影时称剧中张高平的配偶大着肚子前往监狱提出离婚，以及张高平的哥哥张高发在得知申诉获得受理之后跪在地上哭等情节令他多次落泪。

## 真凶漏网再次杀人
由于张氏叔侄被错误定罪，此案真凶勾海峰一度逍遥法外。两年后，勾海峰又再次犯案并杀害一名女大学生，并因此于2005年4月28日被处决。讽刺的是，勾海峰案亦是由经办张氏叔侄案的聂海芬经办，但直到张氏叔侄案的疑点于2011年11月21日被东方早报记者鲍志恒所撰写的文章披露并引起公众注意后，杭州警方才于第二天发现“5·19奸杀案”死者王某指缝中提取到的DNA样本之短重复序列(STR)分型与已被处决的勾海峰相符。

## 相关人物
- 聂海芬，“5·19奸杀案”主要经办人员，杭州市公安局刑侦支队预审大队大队长。
- 张飚，新疆石河子市人民检察院监所检察科检察员，曾坚持帮助张氏叔侄申诉5年并助其平反。
- 朱明勇，张氏叔侄的代理律师
- 勾海峰，此案疑似真凶。遇害者王某指甲中提取的DNA与此人相符。此人因另案被于2005年处决。
- 袁连芳，牢头狱霸，多次与警方合作对其他犯人暴力逼供制造口供。
- 鲍志恒，东方早报记者。他于2011年对张氏叔侄冤案的报道引起了舆论关注并直接促使杭州警方复查该案证据并发现真凶。

### 类似案件
- 刘凯利杀人冤案
- 呼格吉勒图案